# Muntele Găina

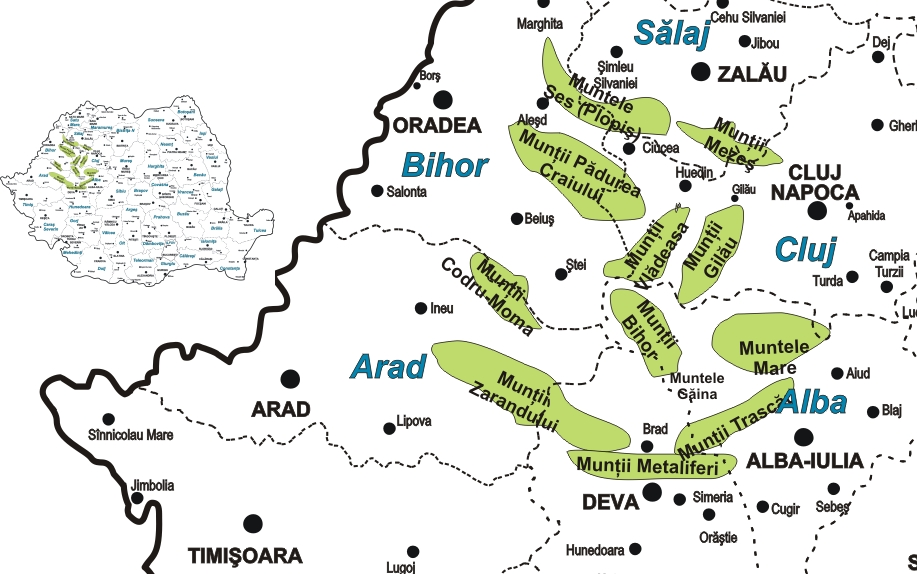
Localizarea în cadrul Munţilor Apuseni

Muntele Găina este o grupă montană a Munților Apuseni aparținând de lanțul muntos al Carpaților Occidentali. Aici are loc celebrul Târg de fete de pe Muntele Găina. 
Cel mai înalt vârf este Vârful Găina, de 1.486 m. 